# マット・ハリソン
マシュー・リード・ハリソン（Matthew Reid "Matt" Harrison, 1985年9月16日 - ）は、アメリカ合衆国・ノースカロライナ州ダーラム出身のプロ野球選手（投手）。左投左打。現在は、フリーエージェント（FA）。

## 経歴

### ブレーブス傘下時代
ノースカロライナ州立大学への進学同意書にサインしていたが、2003年6月のMLBドラフトでアトランタ・ブレーブスから3巡目（全体97位）指名を受け、進学を撤回してプロ入り。
2007年には、「ベースボール・アメリカ」誌から、ブレーブスでジャロッド・サルタラマッキア、エルビス・アンドラスに次ぐ3番目の有望株に選ばれる。

### レンジャーズ時代
2007年7月30日、マーク・テシェイラ、ロン・メイヘイとのトレードで、サルタラマッキア、アンドラス、ネフタリ・フェリス、ボー・ジョーンズと共にテキサス・レンジャーズへ移籍した。
2008年は傘下のAA級フリスコ・ラフライダーズでスタートし、5月18日にはノーヒットノーランを達成。6月にAAA級オクラホマ・レッドホークスへ昇格し、6試合に登板。7月8日のロサンゼルス・エンゼルス・オブ・アナハイム戦でメジャーデビュー。ルーキーイヤーで9勝を挙げた。
2009年からの2年間は伸び悩んだが、2011年は先発ローテーションに定着して自己最多の14勝を挙げ、レンジャーズの地区連覇に貢献した。
2012年はオールスターにも初めて選ばれたが、メルキー・カブレラに本塁打を浴びてしまった。シーズンではチームトップの18勝を記録した。
2013年1月16日に5年5500万ドルで契約延長を行った。また、開幕投手を務めた。4月10日に下背の神経の炎症により、15日間の故障者リスト入りした。4月23日に手術を行い、5月1日に追加の手術を行った。5月25日に60日間の故障者リストに異動した。残りのシーズンを全休し、この年は2試合の登板にとどまった。
2014年、スプリングトレーニングに参加していたが、2月20日に下背の凝りを訴えMRI検査をするためにチームを離れた。3月30日に手術のため15日間の故障者リスト入りした。4月から傘下のマイナーでリハビリ登板を始め、4月27日に故障者リストから復帰したが3試合の登板のみで、5月14日に再び故障者リストに入ってからは復帰することなくシーズンを終えた。
2015年は前年の手術のため開幕から15日間の故障者リスト入りし、4月9日には60日間の故障者リストに移行した。6月から実戦復帰し、7月4日から故障者リストから復帰した。

### フィリーズ時代
2015年7月31日にコール・ハメルズ、ジェイク・ディークマンとのトレードで、ニック・ウィリアムズ、ホルヘ・アルファーロ、ジェイク・トンプソン、ジェラッド・アイコフ、アレク・アッシャーと共にフィラデルフィア・フィリーズへ移籍。しかし、フィリーズ加入後は登板機会がなく、レンジャーズで残した3試合で防御率6.75・1勝2敗という成績が、2015年の内容そのままだった。
2016年4月2日に下背の故障で再び60日間の故障者リスト入りし、11月15日に自由契約となった。

## 投球スタイル
かつては平均球速150km/hのフォーシームとツーシームを武器とする速球派投手だったが、故障がちになって以降は、フォーシームが平均144km/h、ツーシームが平均140km/h程度にまで低下した。他には平均球速122km/hのカーブ、平均125km/hのチェンジアップ、平均133km/hのカットボールを持ち球とする。2011年から基本球種をフォーシームからツーシームに変更した。また、全盛期の2011～2012年以外は基本的に与四球率が高めとなっている。2016年現在では、すべての持ち球が全盛期よりも球速・キレともに著しく低下している。

## 詳細情報

### 年度別投手成績
| 年 度     | 球 団     | 登 板 | 先 発 | 完 投 | 完 封 | 無 四 球 | 勝 利 | 敗 戦 | セ 丨 ブ | ホ 丨 ル ド | 勝 率 | 打 者 | 投 球 回 | 被 安 打 | 被 本 塁 打 | 与 四 球 | 敬 遠 | 与 死 球 | 奪 三 振 | 暴 投 | ボ 丨 ク | 失 点 | 自 責 点 | 防 御 率 | W H I P |
| --------- | --------- | ----- | ----- | ----- | ----- | -------- | ----- | ----- | -------- | ----------- | ----- | ----- | -------- | -------- | ----------- | -------- | ----- | -------- | -------- | ----- | -------- | ----- | -------- | -------- | ------- |
| 2008      | TEX       | 15    | 15    | 1     | 1     | 0        | 9     | 3     | 0        | 0           | .750  | 372   | 83.2     | 100      | 12          | 31       | 2     | 2        | 42       | 2     | 2        | 57    | 51       | 5.49     | 1.57    |
| 2009      | TEX       | 11    | 11    | 2     | 1     | 1        | 4     | 5     | 0        | 0           | .444  | 283   | 63.1     | 81       | 9           | 23       | 0     | 2        | 34       | 0     | 0        | 43    | 43       | 6.11     | 1.64    |
| 2010      | TEX       | 37    | 6     | 0     | 0     | 0        | 3     | 2     | 2        | 3           | .600  | 356   | 78.1     | 80       | 10          | 39       | 3     | 2        | 46       | 4     | 0        | 45    | 41       | 4.71     | 1.52    |
| 2011      | TEX       | 31    | 30    | 0     | 0     | 0        | 14    | 9     | 0        | 0           | .609  | 772   | 185.2    | 180      | 13          | 57       | 1     | 1        | 126      | 6     | 1        | 79    | 70       | 3.39     | 1.28    |
| 2012      | TEX       | 32    | 32    | 4     | 2     | 1        | 18    | 11    | 0        | 0           | .621  | 876   | 213.1    | 210      | 22          | 59       | 0     | 1        | 133      | 2     | 0        | 82    | 78       | 3.29     | 1.26    |
| 2013      | TEX       | 2     | 2     | 0     | 0     | 0        | 0     | 2     | 0        | 0           | .000  | 51    | 10.2     | 14       | 2           | 7        | 2     | 0        | 12       | 0     | 0        | 11    | 10       | 8.44     | 1.97    |
| 2014      | TEX       | 4     | 4     | 0     | 0     | 0        | 1     | 1     | 0        | 0           | .500  | 84    | 17.1     | 20       | 1           | 12       | 0     | 1        | 10       | 1     | 0        | 8     | 8        | 4.15     | 1.85    |
| 2015      | TEX       | 3     | 3     | 0     | 0     | 0        | 1     | 2     | 0        | 0           | .333  | 69    | 16.0     | 19       | 3           | 6        | 0     | 0        | 5        | 0     | 1        | 12    | 12       | 6.75     | 1.56    |
| 通算：8年 | 通算：8年 | 135   | 103   | 7     | 4     | 2        | 50    | 35    | 2        | 3           | .588  | 2863  | 668.1    | 704      | 72          | 234      | 8     | 9        | 408      | 15    | 4        | 337   | 313      | 4.21     | 1.40    |

- 2018年度シーズン終了時

### 記録
- MLBオールスターゲーム選出：1回（2012年）

### 背番号
- 54（2008年 - 2015年）